# نهر كابيتاو كاردوسو
نهر كابيتاو كاردوسو (Rio Capitão Cardoso) هو نهر يشكل جزءًا من الحدود بين ولايتي روندونيا وماتو غروسو غرب البرازيل، وعلى بعد 1500 كيلومتر غرب العاصمة برازيليا، وهو رافد لنهر روزفلت.

## المناخ
في المناطق المحيطة حول ريو كابيتاو كاردوسو، تنمو غابات نفضية دائمة الخضرة بشكل رئيسي. ريو كابيتاو كاردوسو قليلة الكثافة السكانية، ويبلغ عدد سكانها 5 سكان لكل كيلومتر مربع. يسود مناخ السافانا في المنطقة. يبلغ متوسط درجة الحرارة السنوية في المنطقة 23 درجة مئوية. أحر شهر أغسطس ، حيث يبلغ متوسط درجة الحرارة 24 درجة مئوية، وأبرد شهر فبراير، حيث تبلغ درجة الحرارة 22 درجة مئوية. يبلغ متوسط هطول الأمطار السنوي 1،758 ملم. الشهر الأكثر أمطارًا هو يناير / كانون الثاني ، بمتوسط 335 ملم من الأمطار ، وأكثر الشهور جفافًا هو أغسطس / آب مع 3 ملم من الأمطار.

## الهيدرولوجيا
مستجمعات المياه في النهر هي حوض فرعي لنهر روزفلت ويقع منابعه في محمية للسكان الأصليين بالقرب من تشابادا دوس باريشيس.